# Viktor Ruban
Viktor Hennadijovytj Ruban (ukrainska: Віктор Геннадійович Рубан), född 24 maj 1981, Charkov i Ukrainska SSR i Sovjetunionen (nu Charkiv i Ukraina) är en ukrainsk idrottare som tog guld i bågskytte vid olympiska sommarspelen 2008 och brons i lag vid olympiska sommarspelen 2004.

## Meriter

### Olympiska meriter

#### Olympiska sommarspelen 2008
| Namn                                            | Gren         | Rankingrunda | Rankingrunda | 32-delsfinal               | 16-delsfinal              | 8-delsfinal                | Kvartsfinal                  | Semifinal                                 | Final                        | Final |
| Namn                                            | Gren         | Poäng        | Seed         | Resultat                   | Resultat                  | Resultat                   | Resultat                     | Resultat                                  | Resultat                     | Plats |
| ----------------------------------------------- | ------------ | ------------ | ------------ | -------------------------- | ------------------------- | -------------------------- | ---------------------------- | ----------------------------------------- | ---------------------------- | ----- |
| Viktor Ruban                                    | Individuellt | 678          | 3            | Youssef (EGY)(62) W 111-96 | Naray (AUS)(30) W 115-105 | \|Proć (POL)(19) W 114-108 | Ryuichi (JPN) (22) W 115-106 | \|Badjonov (RUS) (31) W 112(+20)-112(+18) | Kyung-Mo (KOR) (4) W 113-112 |       |
| Markijan Ivasjko Oleksandr Serdjuk Viktor Ruban | Lag          | 1997         | 2            |                            |                           | bye                        | Taiwan (7) W 214-211         | Italien (6) L 223-221                     | Kina (12) L 222-219          | 4     |

#### Olympiska sommarspelen 2012
- Huvudartikel: Bågskytte vid olympiska sommarspelen 2012

| Bågskytt                                     | Gren          | Ranking-runda | Ranking-runda        | 32-delsfinal          | Sextondelsfinal         | Åttondelsfinal               | Kvartsfinal            | Semifinal         | Final             | Final            |
| Bågskytt                                     | Gren          | Poäng         | Seedning             | Motståndare Poäng     | Motståndare Poäng       | Motståndare Poäng            | Motståndare Poäng      | Motståndare Poäng | Motståndare Poäng | Placering        |
| -------------------------------------------- | ------------- | ------------- | -------------------- | --------------------- | ----------------------- | ---------------------------- | ---------------------- | ----------------- | ----------------- | ---------------- |
| Viktor Ruban                                 | 660           | 43            | Liu (CHN) (22) W 6–0 | Chen (TPE) (54) W 6–0 | Prevost (FRA) (6) W 6–4 | Oh J-H (KOR) (8) L 1–7       | Gick inte vidare       | Gick inte vidare  | Gick inte vidare  |                  |
| Dmytro Hratjov Markijan Ivasjko Viktor Ruban | Herrarnas lag | 1992          | 9                    | i.u.                  | i.u.                    | Storbritannien (8) W 223–212 | Sydkorea (1) L 227–220 | Gick inte vidare  | Gick inte vidare  | Gick inte vidare |